# Sergio Maltagliati
Sergio Maltagliati, né le 26 septembre 1960 à Pescia, est un compositeur, programmeur, et tromboniste italien du XXe siècle - XXIe siècle, actif dans le domaine de l'art numérique et de la musique assistée par ordinateur.

## Biographie
Le 04/10/2023, il a été élu académicien honoraire de l'Académie du dessin de Florence. Académie historique fondée à Florence en 1563 par Cosme Ier de Toscane sur la suggestion de Giorgio Vasari, comme l'un des principaux représentants du courant artistique florentin connu sous le nom de Musica d'Arte (musique visuelle et Fluxus).

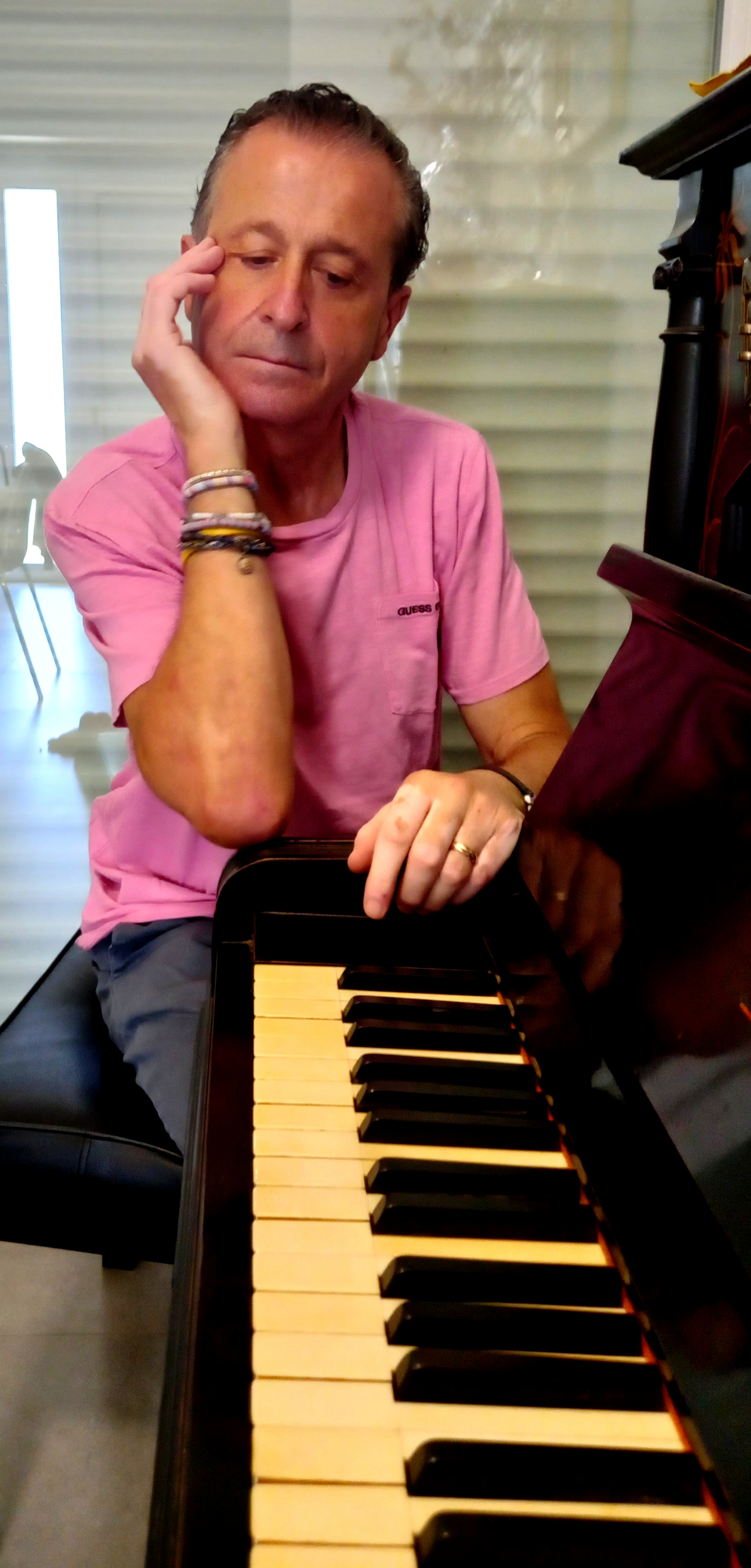
Sergio Maltagliati au piano (2023)

Sergio Maltagliati est un compositeur, un informaticien , un artiste, actif  dans le domaine de l’art numérique et Computer music, il appartient au courant artistique florentin, opérant depuis la fin de la Seconde Guerre mondiale, nommé Musica d’Arte (Musique visuelle et Fluxus) qui comprend Sylvano Bussotti, Giuseppe Chiari, Marcello Aitiani, Giancarlo Cardini, Albert Mayr, Daniele Lombardi, Pietro Grossi.
Ces artistes ont recherché, avec des contaminations entre l’expérimentation et la tradition, l’interaction entre le son, le geste et la vision, une synesthétique de l’art, fruit des avant-gardes historiques, de Kandinsky au Futurisme, à Scriabin et Arnold Schönberg, jusqu’au Bauhaus.
Maltagliati met l’accent sur l’interaction entre le son et la musique et sur l’évolution du langage musical du XXe siècle dans le domaine de la Musique électronique et Computer music, Fluxus et Musique visuelle et il collabore avec Pietro Grossi, qui est le pionnier de la Musique électronique et Computer music.
En 2021,Centro Studi Luigi Dallapiccola l'a classé parmi les compositeurs les plus importants de Florence.

## Expositions
En 2023, il a participé à la première exposition virtuelle internationale sur l'île de Venise Viral Human" / "Public Art and Metaverse. L'opéra Battimenti 2.5 peut être entendu dans le Palais Contarini del Bovolo, datant du XVe siècle, à Venise via une application dédiée pour téléphone mobile.
XIV Florence Biennale, Installation et performance interactives.
Académie du dessin de Florence Installation et performance (Après Fluxus)-2024

## Œuvres liste partielle
- 1984/1985 Music around the Cage pièce en un acte pour musique-mimique et figures zoo-anthropomorphiques[8]. La partie musicale était basée sur la valeur interdisciplinaire de la musique, inspirée par les recherches de John Cage (rencontrées par Maltagliati en 1991) [9] sur le principe de « capturer et contrôler les bruits en fonction d'éléments musicaux ».

- 1997 netOper@ (avec Pietro Grossi)[10].

- 1999 La première version du logiciel autom@tedVisualMusiC avec laquelle, après des années d'expérimentation et l'utilisation de différents logiciels, il réussit à incorporer l'image et le son, tels que théorisés par les avant-gardes artistiques du début du XXe siècle, dans une seule production artistique.

- 1997-1999 CIRCUS 8[11]
- 2003  Variations Goldberg  musique : J.S.Bach et transcription musicale par Pietro Grossi (synthétiseur Soft TAUMUS TAU2, IBM 370/168) Instituts du CNR CNUCE et IEI - Pise, Italie 1980[12].

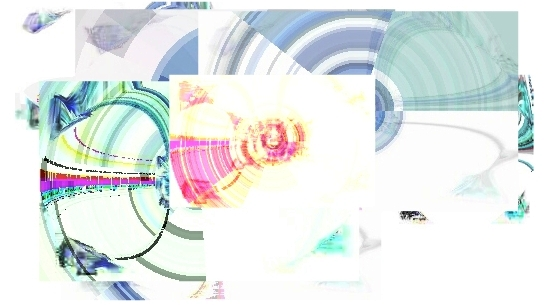
autom@tedVisualMusiC